# Rokubanme no Sayoko
Rokubanme no Sayoko (六番目の小夜子, Het zesde kruis) is een Japanse miniserie uit 2000.
Rokubanme no Sayoko, ook bekend als The Sixth Sayako of Sayoko is Back, is een miniserie uit Japan. Er zijn twaalf afleveringen gemaakt en deze duren bij elkaar 370 minuten. De eerste aflevering is uitgebracht op 8 april 2000 en de laatste aflevering werd uitgebracht op 24 juni 2000.

## Verhaal
De serie gaat over twee meisjes die voor de bovennatuurlijke Sayoko drie beloftes moeten vervullen. Veel conflicten ontstaan hier en de mensen leren elkaar echt kennen.

## Rolverdeling
In de film spelen Chiaki Kuriyama en Anne Suzuki de hoofdrollen.